# ژان-نوئل اوک
ژان-نوئل اوک (فرانسوی: Jean-Noël Huck‎؛ زادهٔ ۲۰ دسامبر ۱۹۴۸) بازیکن و مربی سابق فوتبال اهل فرانسه بود. وی پدر ویلیام هاوک فوتبالیست است.
از باشگاه‌هایی که وی در آن بازی کرده‌است می‌توان به باشگاه فوتبال استراسبورگ، باشگاه فوتبال گنگام، باشگاه فوتبال نیس، باشگاه فوتبال پاری سن ژرمن و باشگاه فوتبال استراسبورگ اشاره کرد.
او همچنین در تیم ملی فوتبال فرانسه بازی کرده‌است.